# Fleays Wildlife Park Conservation Park
Fleays Wildlife Park Conservation Park är en park i Australien. Den ligger i delstaten Queensland, omkring 82 kilometer sydost om delstatshuvudstaden Brisbane.
Runt Fleays Wildlife Park Conservation Park är det tätbefolkat, med 570 invånare per kvadratkilometer.. Närmaste större samhälle är Gold Coast, omkring 12 kilometer norr om Fleays Wildlife Park Conservation Park.
Runt Fleays Wildlife Park Conservation Park är det i huvudsak tätbebyggt. Genomsnittlig årsnederbörd är 1 801 millimeter. Den regnigaste månaden är januari, med i genomsnitt 320 mm nederbörd, och den torraste är oktober, med 41 mm nederbörd.